# Derwent Water
Derwent Water (ook wel gespeld als Derwentwater) is een meer in het in North West England gelegen Lake District in het graafschap Cumbria. Het is het op twee na grootste meer in het gebied en is geheel gelegen in het district Allerdale. Het ligt vlak ten zuiden van de stad Keswick en vervult, evenals de stad, een belangrijke toeristische functie, waarbij wandelen, klimmen en watersport de belangrijkste aangeboden activiteiten zijn.
Derwent Water wordt gevoed door en watert af op de rivier de Derwent. De rivier verbindt het meer met het nabijgelegen Bassenthwaite Lake. Er is een theorie dat de twee meren ooit een geheel hebben gevormd.
Het meer beslaat een oppervlakte van circa 5,2 km², is ruim 4,5 kilometer lang en bereikt een breedte van 1,6 kilometer. De gemiddelde diepte bedraagt slechts 5,5 meter, de maximale diepte is 22 meter. Het meer wordt omgeven door een heuvelachtig gebied, met in veel gevallen beboste hellingen.
Het meer telt een viertal eilanden, waarvan er een bewoond is: Derwent Island, waarop zich een uit de 18e eeuw daterend huis bevindt dat in het beheer is van de National Trust, maar particulier bewoond wordt, waarbij het vijf dagen per jaar te bezoeken is voor het publiek.

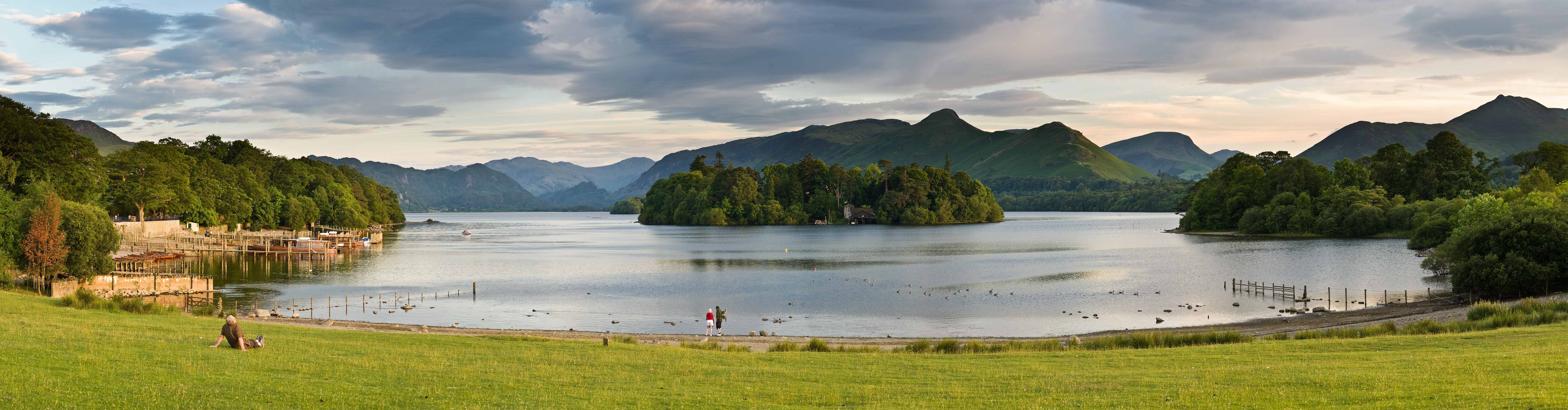
Derwent Water gezien vanaf Keswick